# Гардемарин
Гардемарин (від фр. garde-marine — морська охорона) — офіцерське військове звання у збройних силах багатьох країн. Назва з'явилася у Франції і походить від Garde de la Marine. Спочатку гардемарини  були у підпорядкуванні Начальника навігації (флоту) кардинала Рішельє ( grand-maître de la navigation). Згодом його наступник Кольбер у 1670 році організовує підрозділи офіцерів-курсантів, які називалися гардемаринами, і які проіснували до 1786 року.
За часів Старого режиму у Франції (l'Ancien Régime) гардемарини були молодими хлопцями та чоловіками, які обиралися королем та проходили спеціальну підготовку в портах для того, щоб вивчити морську справу та стати офіцерами. Вони були організовані у підрозділи, які базувалися у портах Брест, Тулон та Рошфор. Саме в цих підрозділах готувалися офіцери для флоту. Аналогом в сучасній Франції є Військово-морська академія (École Navale), яка готує офіцерів для Військово-морських сил Франції.
Король Франції фінансував підготовку гардемаринів. Вони вивчали такі предмети, як математика, малювання, граматика, фортифікація, гідрографія, суднобудування, фехтування, танці та ін.
Гардемарини у рамках практичної підготовки виходили в море на королівському флоті, де служили як прості матроси та вдосконалювали знання та навички, які здобували в портах у своїх навчальних підрозділах.
Крім Франції, військове звання гардемарин існує або існувало у ряді країн - Італія, Бразилія, Португалія, Іспанія, Аргентина, Росія. 
В Італії, Бразилії, Португалії, Іспанії, Аргентині військове звання гардемарин існує і тепер, і є першим офіцерським званням, яке присвоюється курсантам після випуску з військово-морської академії.
У Росії це звання проіснувало з 1716 року, встановлене Петром І , до 1917 року. 
Після Жовтневого перевороту 1917 року звання гардемарина було скасоване.